# Lars-Sigve Oftedal
Lars-Sigve Oftedal (* 27. Dezember 1973) ist ein ehemaliger norwegischer Biathlet.
Lars-Sigve Oftedal erreichte seinen größten sportlichen Erfolg, als er bei den Biathlon-Europameisterschaften 1997 in Windischgarsten an dritter Stelle laufend gemeinsam mit Stig-Are Eriksen, Kjetil Sæter und Kjell Ove Oftedal hinter den Staffeln Deutschlands und Russlands die Bronzemedaille gewann.
National gewann Oftedal mit der Vertretung Rogalands 1997 und 1999 Silber-, 1998 die Bronzemedaille im Staffelrennen. Zu seinen Mitstreitern gehörten Bård Mjølne, Kjell Ove Oftedal, Torje Håland, Bård Skogholm und Kristian Brekken.